# Skellefteå AIK
Skellefteå AIK, Skellefteå AIK Hockey eller bare SAIK er en ishockeyklub beliggende i Skellefteå, Västerbottens län i Sverige. Klubben er fra sæsonen 2006-07 tilbage i den bedste svenske række, elitserien (i dag Svenska hockeyligan), hvor de pr. september 2014 har spillet siden. Hjemmekampene spilles i Skellefteå Kraft Arena der efter ombygning vil stå klar til sæsonen 2006-07 og have plads til 5200 tilskuere.

## Historie
Moderklubben blev stiftet i 1921 og ishockey kom på programmet i 1943. I 1985 skiltes ishockeyafdelingen fra moderklubben og blev en selvstændig forening under navnet Skellefteå AIK Hockey. Klubben var første gang i den bedste række i sæsonen 1955-56 og befandt sig siden i den bedste række, kun afbrudt af kortere ophold i den næstbedste række, helt frem til sæsonen 1989-90. Det absolutte højdepunkt blev nået i sæsonen 1977-78 hvor man efter en andenplads i grundspillet hjemfører det svenske mesterskab for første gang.
Efter nedrykningen i 1990 skulle der gå 16 år før man var tilbage i det fine selskab. Men pr. 2014 er klubben igen at finde i den bedste svenske liga.